# 類斯-瑪利亞·林·曼坎昆
類斯-瑪利亞·林·曼坎昆（英語：Louis-Marie Ling Mangkhanekhoun；1944年4月5日—）是老撾籍卡穆族天主教司鐸級樞機及萬象宗座代牧區宗座代牧。

## 生平
類斯-瑪利亞·林·曼坎昆于1944年4月5日在老撾北部川壙省的山區部落卡穆族出生。於1972年11月5日，在萬象宗座代牧區晉鐸。他一直在北汕服務。

於2000年10月30日，獲時任教宗若望·保祿二世任命為巴色宗座代牧區宗座代牧。2001年4月6日晉牧。2017年2月2日，出任萬象宗座代牧區的宗座代表。
2017年5月21日，時任教宗方濟各在聖伯多祿廣場的主日公開接見後公佈，將於同年6月28日擢升恩扎帕蘭加為司鐸級樞機，領頭顱聖髑聖思維堂區司鐸銜。2017年12月12日，正式被調任為萬象宗座代牧區宗座代牧。同月23日，出任成為促進整體人類發展部成員。

## 牧徽

類斯-瑪利亞·林·曼坎昆樞機牧徽